# گورستان لاخوشک ۸
گورستان لاخوشک ۸ مربوط به دوره هخامنشی - دوره اشکانیان است و در شهرستان کوهرنگ، بخش مرکزی، دهستان شوراب تنگزی، ۱ کیلومتری شمال و شرق روستای دهنوی پایین، ۶/۵ کیلومتری جنوب شرق چلگرد به خط مستقیم واقع شده و این اثر در تاریخ ۲۷ اسفند ۱۳۸۷ با شمارهٔ ثبت ۲۶۳۳۷ به‌عنوان یکی از آثار ملی ایران به ثبت رسیده است.